# Флавий Феодор Филоксен Сотерих Филоксен
Флавий Феодор Филоксен Сотерих Филоксен (лат. Flavius Theodorus Philoxenus Sotericus Philoxenus) — восточный римский политик и военачальник конца V века — начала VI века.

## Биография
В правление восточного императора Анастасия I, между 491 и 518 годом, Филоксен занимал должность военного магистра Фракии. В конце правления Анастасия он был отправлен в изгнание. В начале правления Юстина I Филоксен вернулся и в 525 году стал ординарным консулом вместе с Флавием Пробом Юниором (на Западе). Затем Сотерих стал комитом доместиков.
В Национальной библиотеке Франции находится консульский диптих с портретом Филоксена.